# It's a Wonderful Knife
It's a Wonderful Knife es una película de comedia y slasher navideña de 2023 escrita por Michael Kennedy, dirigida por Tyler MacIntyre y protagonizada por Jane Widdop, Joel McHale, Katharine Isabelle y Justin Long.
La película es una versión del clásico navideño Qué bello es vivir; sin embargo, en lugar de que el personaje principal reconozca sus buenas acciones anteriores, el personaje Winnie descubre cuántas muertes ha evitado en su ciudad. La película fue estrenada el 10 de noviembre de 2023.

## Sinopsis
Winnie Carruthers salvó su pueblo, el idílico Salto Ángel, de un asesino psicótico en Nochebuena un año antes, pero después de desear no haber nacido nunca, se encuentra en un universo alternativo en el que ella no existe, lo que le permite al asesino masacrar una vez más.

## Reparto
- Jane Widdop como Winnie Carruthers
- Joel McHale como David Carruthers
- Justin Long como Henry Waters
- Jess McLeod como Bernie Simon
- Aiden Howard como Jimmy Carruthers
- Hana Huggins como Cara Evans
- Katharine Isabelle como Gale Prescott
- Cassandra Naud como Karen Simmons
- Erin Boyes como Judy Carruthers
- William B. Davis como Roger Evans
- Sean Depner como Buck Waters
- Zenia Marshall como Darla Berlin

## Producción
La película está producida por Divide/Conquer y Seth Caplan. Michael Kennedy habló de su admiración por la actuación de Jane Widdop en la serie de televisión Yellowjackets antes de rodar la película. También habló sobre la actuación de Justin Long como alcalde de la ciudad en la película, y cómo estaba canalizando una "sabiduría boomer" para el papel. La fotografía principal tuvo lugar en Vancouver del 20 de marzo al 14 de abril de 2023.

## Estreno
It's a Wonderful Knife tuvo su estreno mundial en Beyond Fest el 8 de octubre de 2023 en Los Ángeles. Fue estrenada en 923 salas de Estados Unidos por RLJE Films el 10 de noviembre de 2023. La película comenzará a transmitirse en Shudder el 1 de diciembre de 2023.